# Арапахо (Небраска)
Арапахо (англ. Arapahoe) — город в округе Фернас, в южной части штата Небраска, США. Население города по переписи 2010 года составляло 1026 человек.

## История
Весной 1871 года в Платсмуте, штат Небраска, под руководством капитана Э. Б. Мерфи была сформирована компания «Арапахо Таун Компани» с целью основания поселения в долине реки Репабликан-Ривер. Поселение было основано 18 июля 1871 года, и названа в честь племени арапахо — коренных американцев, населявших эту территорию. В 1872 году в Арапахо было открыто почтовое отделение. К западу от города были построены мельница и лесопилка, которая предоставляла древесину для постройки первых зданий. В 1873 году законодательным собранием штата был создан округ Фернас, а его административным центром был назначен Арапахо. Данное решение было оспорено городом Бивер-Сити, куда в 1876 году, после длительных судебных разбирательств, был перенесён центр округа.
В 1879 году в городе стала выпускаться первая газета «Pioneer», а в 1904 году в Арапахо появилась телефонная компания. В 1930-е годы, во время Великой депрессии, в рамках проекта Управления промышленно-строительными работами общественного назначения, в городском парке Арапахо были построены бассейн и солярий.

## География
По данным Бюро переписи населения США, общая площадь города составляет 2,56 км².

## Демография
По переписи 2010 года, общая численность населения составляла 1026 человек, в городе было 452 домохозяйства и 258 семей. Плотность населения — 400,2 человека на км². Распределение населения по расовому признаку: белые — 95,2 %, афроамериканцы — 0,1 %, коренные народы США — 0,6 %, азиаты — 0,3 %, выходцы с тихоокеанских островов — 0,1 %, представителей других рас — 2,2 %, представителей двух или более рас — 1,5 %, латиноамериканцы — 4,4 %.
Средний возраст жителей составлял 46,3 года. 24 % жителей были моложе 18 лет; 6,2 % — в возрасте от 18 до 24 лет; 17,9 % — в возрасте от 25 до 44 лет; 28,3 % — в возрасте от 45 до 64 лет; и 23,6 % — в возрасте 65 лет и старше. Гендерный состав был распределён следующим образом: 46,4 % мужчин и 53,6 % женщин.